# تامار

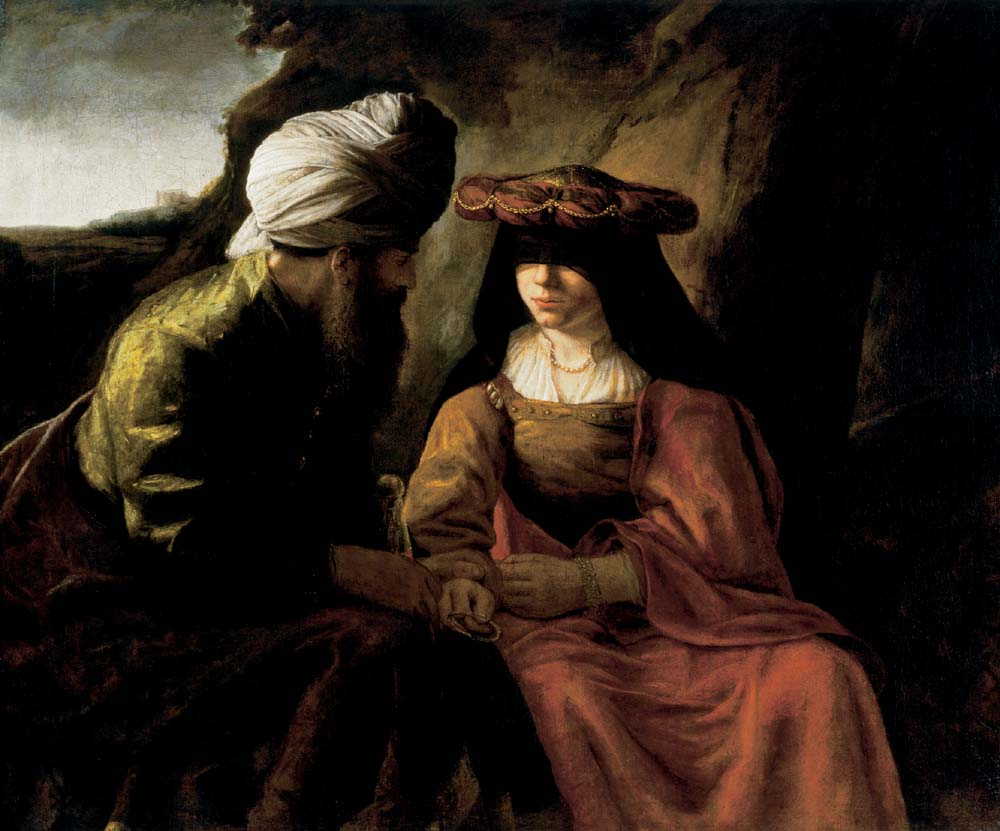
یهودا و تامار، مکتب رامبراند

تامار (عبری:תָּמָר به معنی درخت خرما) عروس یهودا از پسرش عیر بود که پس از مرگ شوهرش با اونان ازدواج کرد. یهودا که پدر شوهر تامار بود، با تامار همبستر شد که این عمل وی بعدها در شریعت موسی (لاویان ۱۸:۱۵) ممنوع شد. تامار از یهودا حامله گشت و دو پسر به نام‌های فارص و زارح زایید. یهودا هنگامی که از ولادت این دو فرزند آگاه شد، دستور داد تامار را زندان کرده و سپس در آتش بسوزانند، ولی تامار که مهر و عصای یهودا را نگه داشته بود، در خلوت به او یادآوری کرد که او از خود وی حامله گردیده است، و یهودا نیز او را آزاد کرد (پیدایش ۶:۳۸). تامار یکی از پنج مادری است که نامش در نسب‌نامه عیسی ذکر گشته است (متی ۱:۶، لوقا ۳:۳۱). بر اساس کتاب نحمیا، فرزندان تامار که در بابل سکونت داشتند به اورشلیم بازگشتند.
«پس [یهودا] از راه به‌سوی او [تامار] میل کرده، گفت: بیا تا به تو درآیم. زیرا ندانست که عروس اوست. گفت: مرا چه می‌دهی تا به من درآیی؟ * گفت: بزغاله‌ای از گله می‌فرستم. گفت: آیا گرو می‌دهی تا بفرستی؟ * گفت: تو را چه گرو دهم؟ گفت: مهر و زنّار خود را و عصایی که در دست داری. پس به وی داد، و بدو درآمد، و او از وی آبستن شد.»
«یهودا آنها را شناخت، و گفت: او از من بی‌گناه‌تر است، زیرا که او را به پسر خود شیله ندادم. و بعد او را دیگر نشناخت.»